# Уитероу, Джон
Джон Уитероу (англ. John Witherow; род. 20 января 1952, Йоханнесбург, Трансвааль) — бывший главный редактор газеты The Times. Бывший главный редактор газеты The Sunday Times.

## Ранний период жизни
Родился возле Йоханнесбурга, Южно-Африканский Союз (ЮАС). В детстве жил в Великобритании и Австралии. Учился в Бедфорде, Великобритания. В 1975 году окончил Университет Йорка со степенью бакалавра в области истории.

## Карьера
В 1970 году хотел преподавать в Овамболенде, на границе Юго-Западной Африки (современная Намибия) и Анголы, но правительство ЮАС, которое на тот момент управляло Юго-Западной Африкой, запретило ему ехать туда, считая, что он является активистом-противником апартеида. Уитероу, с помощью издателя Пола Хэмлина, организовал библиотеку для африканских студентов в Виндхуке. В 19 лет Уитероу стал стрингером телерадиосети Би-би-си в Юго-Западной Африке.
В 1977 году Уитероу проходил стажировку в новостном агентстве Рейтер в Лондоне, Великобритания, а потом был отправлен в Кардиффскую школу журналистики. Год работал на Рейтер в Мадриде, Испания. В 1980 году он стал корреспондентом газеты The Times. В 1982 году шесть месяцев работал на газету The Boston Globe в Бостоне и Вашингтоне, США. В 1984 году перешёл в газету The Sunday Times на должность корреспондента, освещающего вопросы обороны. В 1987 году стал редактором, в 1989 — иностранным редактором, в 1992 — исполнительным редактором новостного раздела, в 1994 — исполняющим обязанности главного редактора, а в 1995 году — главным редактором The Sunday Times.
В январе 2013 года стало известно, что Уитероу был назначен исполняющим обязанности главного редактора The Times, сменив на этом посту Джеймса Хардинга. В сентябре 2013 года кандидатура Уитероу была окончательно одобрена.
Был приглашённым сотрудником Бизнес-школы Саида Оксфордского университета.

## Книги
- Witherow, John. The Winter War: Falklands Conflict :  [англ.] / John Witherow, Patrick Bishop. — Quartet Books, 1982. — ISBN 0-7043-3424-0.[9] (также известна как Battle for the Falklands: The Winter War);
- Witherow, John. The Sunday Times War in the Gulf: A Pictorial History :  [англ.] / John Witherow, Aidan Sullivan. — St. Martin’s Press, 1991. — ISBN 0-312-06706-2.

## Личная жизнь
Был женат на юристке Саре Линтон. Есть трое детей.